# Иштван Банкути
Јанош Караба (мађ. Karába János) био је мађарски фудбалер, који је најдуже играо за Ференцварош и Шалготарјан. Играо је на позицији одбрамбеног играча, левог халфа.
Као играч Ујпешта био је финалиста Купа сајамских градова 1968/69. У спортској штампи је био познат под именом Банкути II. Његов брат је Ласло Банкути, фудбалер МТК-а. иштван је дипломирао као фудбалски тренер 1981. године. Њихов отац, по имену Белди-Бир, играо је за Будафок и Тереквеш у НБ I 1930-их.

## Каријера

### Клуб
Између 1966. и 1967. године постао је врхунски играч за Бањас из Шалготарјана. Одатле је 1968. прешао у мађарску престоницу, у Ујпешти Дожу, где је играо до 1972. године. У првој сезони су освојили сребро у првенству. У том периоду је играо за Ујпешт, који је седам пута заредом освајало шампионат, још четири сезоне. Њихов највећи међународни успех дошао је када су стигли до финала Купа сајамских градова 1968/69, где су изгубили од енглеског Њукасл јунајтеда.Из спорта се повукао у августу 1974. године због низа повреда.

## Остварења
- Прва лига Мађарске у фудбалу
  - шампион: 1969, 1970-пролеће, 1970/71, 1971/72, 1973/74
  - 2.: 1968
- Куп Мађарске у фудбалу
  - победник: 1969, 1970
- Куп сајамских градова
  - финалиста: 1969